# Kamichu!
Kamisama de Chūgakusei (かみさまでちゅうがくせい lit. Una deidad como estudiante de secundaria?), comúnmente abreviada como Kamichu! (かみちゅ!～?), es una serie de manga escrita e ilustrada por Kōji Masunari, fuertemente inmersa en la religión Shinto. La serie tiene lugar en un idílico pueblo en el Mar Interior de Japón, donde las personas conviven pacíficamente con los dioses locales y otros espíritus. 
Kamichu! transcurre en la ciudad de Onomichi en la prefectura de Hiroshima, en las costas del mar interior de Japón. Muchos de los templos y paisajes mostrados en el anime son lugares reales ubicados en la ciudad y sus alrededores, fielmente detallados. La serie consta de 16 episodios, cada uno de ellos de 25 minutos de duración. Doce de ellos ya fueron emitidos por la televisión japonesa (TV Asahi) en forma ligeramente abreviada, mientras 4 más de ellos fueron reservados para ser emitidos exclusivamente en DVD. Los DVD contienen 2 episodios por disco, y empezaron a aparecer en Estados Unidos el 23 de marzo de 2006. En el "Japan Media Arts Festival" del 2005, Kamichu! fue honrada con un premio a la excelencia en la sección de animación.

## Argumento
En un idílico pueblo en el Mar Interior de Japón, la gente convive pacíficamente con los dioses (kami) y otros espíritus. Un día durante el almuerzo, la estudiante de segundo año Yurie Hitotsubashi le anuncia abruptamente a su amiga que se ha convertido en un kami. Esto provoca que la hija mayor del pastor del templo catalogue a Yurie como su "mejor amiga", e intente volverla su aliada en los negocios. Ésta es la historia de la vida diaria -no tan ordinaria- de Yurie y sus amigas, tratando de figurarse en qué clase de kami se ha convertido. Pero Yurie también tiene otro problema, no puede lograr que el chico que le gusta se fije en ella.

## Personajes
- Yurie Hitotsubashi (一橋 ゆりえ Hitotsubashi Yurie?)

Voz: MAKO / Megan Harvey
Yurie es la protagonista de la historia. Tras convertirse en una diosa se lo cuenta a su mejor amiga, pero nunca explica el cómo o porqué sucedió esto. Es una chica de aspecto normal, con buenas intenciones; le gusta su compañero Kenji, se muestra nerviosa cuando está junto a él.
- Matsuri Saegusa (三枝 祀 Saegusa Matsuri?)

Voz Rika Morinaga / Lulu Chiang
Matsuri es la encargada de un negocio en Onomichi junto con su hermana Miko y su padre, un sacerdote sintoísta. Matsuri siempre idea planes para ganar más dinero y atraer más visitas a su negocio, usualmente explotando las habilidades divinas de su amiga Yurie. Ella no puede ver espíritus.
- Mitsue Shijo (四条 光恵 Shijō Mitsue?)

Voz: Kaori Mine / Erika Weinstein
Mitsue es la mejor amiga de Yurie y siempre le aconseja, desea tener una vida más emocionante.
- Miko Saegusa (三枝 みこ Saegusa Miko?)

Voz: Ai Nonaka / Rachel Hirschfeld
Miko es la hermana menor de Matsuri, es una chica tímida y cocinera de la casa, es una chica muy respetuosa. Ayuda en el negocio de la familia y puede ver espíritus.
- Kenji Ninomiya (二宮 健児 Ninomiya Kenji?)

Voz: Issei Miyazaki / Johnny Yong Bosch
Kenji es el presidente y único miembro del club de caligrafía de la escuela. Es un joven calmado y un poco lento en reaccionar. Ama sus pinceles y crea los anuncios para el negocio de Matsuri.
- Yashima-sama (八島様 Yashima-sama?)

Voz: Kousuke Okano / Yuri Lowenthal
Yashima es el dios o espíritu local del negocio de Matsuri. Desea ser una estrella de rock, posee el cuerpo de Mitsue para cumplir sus deseos. Aparece con un Akita Inu que habla.

## Anime
La serie de compone de 16 episodios, 12 fueron emitidos en televisión por TV Asahi; el resto de los episodios fueron incluidos en la publicación del paquete de DVD de la serie. El tema de apertura es "Fair Weather Followed by Fair Weather" (晴れのちハレ! Hare Nochi Hare!) interpretado por Maho Tomita y el tema de cierre es "Ice Candy" (アイスキャンディー Aisu Kyandī) interpretado por MAKO.

### Lista de episodios
| #  | Estreno                                                                                |                          |
| -- | -------------------------------------------------------------------------------------- | ------------------------ |
| 1  | «Seishun no Ijiwaru» (青春のいじわる)                                                  | 29 de junio de 2005      |
| 2  | «Dios, por favor» «Kami-sama Onegai» (神様お願い)                                      | 6 de julio de 2005       |
| 3  | «No me refería a eso» «Sonna Tsumori ja Nakatta no ni» (そんなつもりじゃなかったのに)  | 13 de julio de 2005      |
| 4  | «La crisis de la Tierra» «Chikyū no Kiki» (地球の危機)                                 | 27 de julio de 2005      |
| 5  | «No me gusta estar solo» «Hitori Bocchi wa Kirai» (ひとりぼっちは嫌い)                 | 3 de agosto de 2005      |
| 6  | «AUna pequeña decisión» «Chiisa na Kesshin» (小さな決心)                               | 10 de agosto de 2005     |
| 7  | «Amantes del sol» «Taiyō no Koibito-tachi» (太陽の恋人たち)                            | 24 de agosto de 2005     |
| 8  | «Tiempos salvajes» «Yasei Jidai» (野生時代)                                            | N/A                      |
| 9  | «Cruzando el rio del tiempo» «Toki no Kawa o Koete» (時の河を越えて)                   | 31 de agosto de 2005     |
| 10 | «Yo te elijo» «Kimi ni Kettei» (君に決定)                                              | 7 de septiembre de 2005  |
| 11 | «El amor está perdido» «Koi wa Yukue Fumei» (恋は行方不明)                             | N/A                      |
| 12 | «Aventura misteriosa» «Fushigi na Bōken» (ふしぎなぼうけん)                            | 14 de septiembre de 2005 |
| 13 | «Hacemos lo que queremos» «Yaritai Hōdai» (やりたい放題)                               | N/A                      |
| 14 | «Un mensaje colorido» «Yume Iro no Messēji» (夢色のメッセージ)                         | 21 de septiembre de 2005 |
| 15 | «Un pequeño paso» «Chiisa na Ippo de» (小さな一歩で)                                   | 28 de septiembre de 2005 |
| 16 | «Mira, ¿crees que la primavera ha llegado?» «Hora ne, Haru ga Kita» (ほらね、春が来た) | N/A                      |

## Banda sonora
Opening Theme
- "Hare nochi HARE [Fine Weather Followed by Fine Weather]" by Maho Tomita

Ending Theme
- Ice Candy" by MAKO